# Смит, Уильям (актёр)
Уильям Смит (англ. William Smith; 24 марта 1933, Колумбия, Миссури, США — 5 июля 2021, Лос-Анджелес, Калифорния, США) — американский актёр кино и телевидения. Снялся более чем в 250 фильмах и сериалах, среди них — «Как только сможешь», «Конан-варвар», «Бойцовая рыбка».

## Биография и карьера
Родился в 1933 в Колумбии, штат Миссури. Вырос на ранчо. В кино начал сниматься с восьми лет, дебютировав в классическом фильме ужасов «Призрак Франкенштейна» (1942).
Одна из известных ролей — техасский рейнджер Джо Райли в вестерн-сериале «Ларедо», которую он играл с 1965 по 1967. Также снимался в отрицательных ролях в фильмах «Босс ниггер» (1975) и «Красный рассвет» (1984), играл главную роль в байкерском боевике «Вьетнамские ангелы» (1970) и сыграл отца Конана в фэнтезийном фильме «Конан-варвар» (1982).

## Избранная фильмография
| Год       |   | Русское название              | Оригинальное название        | Роль                                     |
| --------- | - | ----------------------------- | ---------------------------- | ---------------------------------------- |
| 1942      | ф | Призрак Франкенштейна         | The Ghost of Frankenstein    | деревенский мальчик                      |
| 1961      | ф | Атлантида, погибший континент | Atlantis, the Lost Continent | капитан стражи                           |
| 1965—1967 | с | Ларедо                        | Laredo                       | Джо Райли                                |
| 1969—1970 | с | Дни в Долине Смерти           | Death Valley Days            | Джон Паркер / Генри Браун (в 4 эпизодах) |
| 1970      | ф | Вьетнамские ангелы            | Nam’s Angels                 | Линк Томас                               |
| 1971      | ф | Хром и горячая кожа           | Chrome and Hot Leather       | Ти-Джей                                  |
| 1975      | ф | Босс ниггер                   | Boss Nigger                  | Джед Клэйтон                             |
| 1979      | ф | Беспутная компания            | Fast Company                 | Лонни «Счастливчик» Джонсон              |
| 1980      | ф | Как только сможешь            | Any Which Way You Can        | Джек Уилсон                              |
| 1982      | ф | Конан-варвар                  | Conan the Barbarian          | отец Конана                              |
| 1983      | ф | Бойцовая рыбка                | Rumble Fish                  | офицер Паттерсон                         |
| 1984      | ф | Красный рассвет               | Red Dawn                     | полковник Стрельников                    |
| 1986      | ф | Глаз тигра                    | Eye of the Tiger             | «Бритва»                                 |
| 1987      | ф | Переполох в городе жаб        | Hell Comes To Frogtown       | капитан Дэвлин / граф Содом              |
| 1988      | ф | Маньяк-полицейский            | Maniac Cop                   | капитан Рипли                            |
| 1988      | ф | Командир взвода               | Platoon Leader               | майор Флинн                              |
| 1988      | ф | Бойня в долине памяти         | Memorial Valley Massacre     | Минтц                                    |
| 1989      | ф | Гладиаторы из Лос-Анджелеса   | East L.A. Warriors           | Мартелли                                 |
| 1994      | ф | Мэверик                       | Maverick                     | игрок в покер                            |
| 1997      | ф | Стрелок                       | The Shooter                  | Джерри Крантц                            |
| 2003      | в | Зомбигеддон                   | Zombiegeddon                 | Лорд Зомби                               |
| 2007      | ф | Восхитительный                | Rapturious                   | шериф                                    |
| 2014      | ф | Остров ведьм                  | Island of Witches            | Владислав Титов                          |